# هنري مبازوموتيما
هنري مبازوموتيما (بالإنجليزية: Henri Mbazumutima)‏ (مواليد 8 مارس 1988 في بوروندي) لاعب كرة قدم بوروندي دولي يجيد اللعب في خط الدفاع. يلعب لصالح نادي فيتالو البوروندي منذ 2006.

## وصلات خارجية
- هنري مبازوموتيما على موقع ناشيونال فوتبول تيمز (الإنجليزية)